# Médaille Kaisar-i-Hind
La médaille Kaisar-i-Hind est une distinction civile britannique, créée en 1900 par la reine Victoria, nommée d'après le terme hindoustani Kaisar-I-Hind désignant l'empereur des Indes, pour récompenser les services rendus à l'Inde britannique.
La médaille comportait deux classes : la 1re classe était décernée par une signature du souverain sur la recommandation du secrétaire d'État pour les Indes ; la 2e classe était décernée par le Gouverneur général des Indes. Des barrettes additionnelles étaient décernées pour des services annexes.

## Description
La médaille était ovale, en or pour la 1re classe et en argent pour la 2e classe, avec les initiales royales gravées sur l'endroit, et les mots Kaisar-i-Hind - for Public Service in India (« Kaisar-i-Hind - pour service rendu aux Indes ») sur l'envers.
La médaille était portée à gauche sur la poitrine, suspendue à un ruban bleu foncé.

## Histoire
La médaille Kaisar-i-Hind a été créée en 1900 la reine Victoria. Elle n'a plus été décernée après 1947, à la suite de l'indépendance de l'Inde.

## Récipiendaires
- Augustus Müller (1907)
- Khan Bahadur Sher Jang (2e classe) (1916)
- William Egerton (1re classe)
- Laxmidas Pitambardas Adodra (2e classe)
- Mohandas Karamchand Gandhi (1re classe)
- Cornelia Sorabji (1re classe)